# Dupthob
Duphot est un homme politique bhoutanais qui est membre de l' Assemblée nationale du Bhoutan depuis octobre 2018. Auparavant, il était membre de l'Assemblée nationale du Bhoutan de 2013 à 2018.

## Vie familiale
Duphot est marié et de cette union il a eu un fils .

## Études
Duphot  détient un baccalauréat en commerce du Sherubtse College le grade universitaire baccalauréat universitaire en commerce, (en  France, ce qui correspond à la licence) en suivant ses études au Sherubtse College, implanté à Kanglung  dans le district de Trashigang, l'un des vingt dzongkhags qui constituent le Bhoutan. Le collège Sherubtse a été le premier collège accrédité au Bhoutan. Il avait été fondé en 1966 par un groupe de jésuites sous la direction de William J. Mackey. Le principe qui a influencé le développement d'un système universitaire était la priorité du gouvernement pour un développement équitable .
En 2003, il a été intégré dans l'Université royale du Bhoutan, qui a englobé toutes les écoles post-secondaires publiques du Bhoutan. Cette université a été créée pour consolider la gestion de l'enseignement supérieur au Bhoutan. C'est dans l'université décentralisée du collège Gedu College of Business Studies(GCBS) in Gedu, Chukha que  Dupthob fut étudiant.

## Carrière politique
Duphot est l'un des plus jeunes candidats politiques qui s'était présenté aux élections de 2008, avec l'étiquette du  Druk Phuensum Tshogpa DPT, un parti dirigé par l'ancien premier ministre Jigme Yehse Thinley). Membre de l'Assemblée nationale du Bhoutan de 2013 à 2018, Duphot  a été réélu à l'Assemblée nationale du Bhoutan dans sa qualité de membre du DPT, dans la circonscription de Boomdeling-Jamkhar lors des élections à l'Assemblée nationale en 2018. Il a obtenu 3 541 voix et a battu Sangay Dorji (en) le candidat du DNT.
la circonscription de Boomdeling-Jamkhar  est rattachée à l'un des 20 dzongkhags Trashiyangste  qui constituent le Bhoutan. Trashiyangste se subdivise en huit gewogs ( Bumdeling; Jamkhar; Khamdang; Ramjar; Toetsho; Tomzhangtshen; Trashiyangtse; Yalang)